# 帕图斯迪米纳斯
帕图斯迪米纳斯是巴西米纳斯吉拉斯州的一个市镇。总面积3189.006平方公里，总人口138466人，人口密度43.4人/平方公里。